# Stenele ruberrima
Stenele ruberrima är en fjärilsart som beskrevs av W. Warren 1900. Stenele ruberrima ingår i släktet Stenele och familjen mätare. Inga underarter finns listade i Catalogue of Life.